# Carlo Rossetti (calciatore)
Carlo Rossetti (Milano, 7 maggio 1917 – ...) è stato un calciatore italiano, di ruolo centrocampista.

## Carriera
Nella stagione 1938-1939 ha segnato 3 reti in 23 presenze in Prima Divisione con il Cantù, società con cui l'anno seguente ha realizzato altre 4 reti in 26 presenze in Serie C.
Ha giocato in Serie C anche nella stagione 1942-1943, con la maglia del Lecco; ha giocato nella squadra lombarda anche nella stagione 1943-1944 e nella stagione 1944-1945, nella quale ha disputato il Torneo Benefico Lombardo.
Rimane al Lecco anche nella stagione 1945-1946, nella quale gioca 16 partite nel campionato di Serie B-C Alta Italia, e nella stagione 1946-1947, nella quale mette a segno un gol in 24 presenze nel campionato di Serie B.

## Palmarès

### Club

#### Competizioni regionali
- Prima Divisione: 1

Cantù: 1938-1939

#### Competizioni nazionali
- Serie C: 1

Lecco: 1942-1943 (girone C)